# Hugo Tetrode
Pour l’article homonyme, voir tétrode.
Hugo Martin Tetrode, né à Amsterdam le 7 mars 1895 et mort le 18 janvier 1931 à Amstelveen, est un physicien théoricien néerlandais.
Il développe en 1912, simultanément et indépendamment d'Otto Sackur, une expression de l'entropie exacte d'un gaz parfait monoatomique, non-dégénéré, non-relativiste, nommée équation de Sackur-Tetrode.